# Ana de Trebizonda
Ana de Trebizonda, nascida Ana Anacutlu (em grego: Ἄννα Μεγάλη Κομνηνὴ Ἀναχουτλοῦ; romaniz.: Anna Megalē Komnēnē Anachoutloū; ), foi imperatriz de Trebizonda de 17 de julho de 1341 até 4 de setembro de 1342, com uma breve interrupção numa tentativa de colocar o seu tio Miguel de Trebizonda no trono. Era a filha mais velha do imperador Aleixo II de Trebizonda e de sua esposa georgiana Jiajak Jaqeli.

## Vida
O único fato relevante da vida de Ana antes de se tornar imperatriz foi a doação de um pequeno mosteiro em Jerusalém dedicado a Santo Eutímio, como se atesta num único documento, o "Testamento" de um monge chamado Gerásimo e datado de 18 de novembro de 1344. Quando ela fez a doação, não se sabe, mas Ana fez seus votos monásticos durante o reinado de Irene Paleóloga de Trebizonda.
Aristocratas trebizondinos a convenceram a abandonar o claustro e se apoderar do trono. Ela foi proclamada imperatriz em Lázica e seus aliados a escoltaram até Trebizonda. No caminho, segundo William Miller, o povo se juntava a ela em revolta e quando Ana, reforçada pelas tropas enviadas pelo rei georgiano Jorge V, chegou às muralhas da capital em 17 de julho de 1341, foi recebida sem resistência, aclamada imperatriz e Irene foi deposta.
Três semanas depois, três galés bizantinas chegaram em Trebizonda com tropas lideradas pelos líderes da facção dos escolários (scholarioi), Nicetas Escolário e Gregório Mitzômata. Com eles, veio o tio de Ana, Miguel, que era o marido escolhido para a já deposta Irene pelos regentes de seu meio-irmão João V Paleólogo, imperador em Constantinopla. O metropolita Acácio e alguns nobres aparentemente aceitaram Miguel como legítimo monarca de Trebizonda. Porém, na mesma noite, eles o prenderam no palácio e as tropas lázicas de Ana dispersaram a multidão que apoiava Miguel e saquearam seus navios.
No dia seguinte, Miguel foi enviado para o exílio para Íneo e ficou sob a guarda do megaduque (megas doux) João, o Eunuco de Límnia, enquanto a predecessora de Ana, Irene, foi enviada para Constantinopla num navio francês. Embora Ana estivesse agora no trono, William Miller lembra que os aristocratas que a colocaram ali — a facção senatorial — tinham grande influência sobre ela. Dois ou três dos senadores governavam por trás dos panos enquanto Ana se sentava no trono enquanto o povo, insultado pela camarilha governante, planejava outra insurreição. Os Aq Qoyunlu se aproveitaram da confusão interna para realizar outro raide, que providencialmente não deu em nada.
Nicetas e Gregório, os líderes dos escolários, voltaram para Constantinopla com Constantino Doranita e outros e convenceram o governo a entregar-lhes o jovem filho de Miguel, João, para ser o pretendente ao trono trebizondino. Em setembro de 1342, com a ajuda dos genoveses, uma pequena frota de cinco galés viajou para Trebizonda. Embora Ana e seus cortesões tenham se preparado para se defender, acabaram sabotados por uma revolta popular. Os aliados de João tomaram a cidade em 4 de setembro de 1342 e coroaram João III imperador. Os escolários executaram a maior parte de seus rivais e Ana foi estrangulada logo depois de ter sido deposta.